# Mafory Bangoura
Pour les articles homonymes, voir Bangoura.
Hadja Aissatou Mafory Bangoura, née en 1910 à Wonkifon et morte en 1976 à Bucarest, est une militante pour l'indépendance de la Guinée et une femme politique guinéenne après l'indépendance. Elle est ministre des Affaires sociales dans les années 1970.

## Biographie
Elle naît vers 1910 à Wonkifon dans ce qui est aujourd’hui la préfecture de Coyah. Elle est issue d’une famille d’ethnie soussou. Elle grandit dans un milieu rural  modeste et sa famille vit principalement de la pêche. Ayant quitté cette région pour Conakry, elle y travaille comme couturière, et s’efforce avec son mari de subvenir aux besoins de leurs trois enfants. Elle est à l'époque illettrée. Elle soutient l'indépendance de la Guinée et entre en contact, pendant la grève générale de 1953, avec Sékou Touré, qui l'encourage à mobiliser les femmes. Après la grève, elle devient présidente du comité des femmes du Rassemblement démocratique africain (RDA). En 1954, lors d’un rassemblement de ce RDA, elle invite ses camarades féminines à faire la grève du sexe auprès de leurs maris si ceux-ci refusent de rejoindre le RDA, voire à les quitter et les invite aussi à vendre leurs bijoux et vêtements de valeur pour aider le parti. Dans cette période, elle crée et dirige aussi une milice populaire de femmes qui apprennent le maniement des armes,.
Accusée d’avoir transmis un document à des militants emprisonnés, elle est condamnée en juillet 1955 à payer une amende de 70 000 francs et à un an de prison ferme. À la suite d'une mobilisation de femmes, sa sentence est réduite à trois mois en février 1956, dont elle n'effectue que 28 jours,.
Après l'indépendance en 1958, elle devient notamment membre du bureau politique du Parti démocratique de Guinée (PDG), puis, dix ans plus tard, ministre des Affaires sociales, de 1970 à 1976. Elle meurt en 1976 à Bucarest, en Roumanie,.

## Hommages
- 20 octobre 2023 : le collège Madina change de nom après 40 ans pour devenir le collège Hadja-Mafory-Bangoura[3].
- Lycée Mafory Bangoura à Abomey au Bénin[4].

## Littérature
- Hommage à Mafory Bangoura par le PDG[5].